# 杰纳西拱桥
杰纳西拱桥（英語：Genesee Arch Bridge，也称为Portage Viaduct或Portage Bridge）是美国纽约州的一座跨过杰纳西河的钢拱桥，位于利文斯頓縣莱奇沃思州立公园内，波塔吉维尔附近。当前的桥梁为第三代桥梁，建成于2017年底，1875年建成的第二代桥于2018年拆除。